# Who I Am (7ORDERの曲)
「Who I Am」（フー アイ アム）は、7ORDERによる6枚目の配信シングル。日本コロムビアから2023年2月8日に配信された。

## 概要
2022年11月16日に発売された「Growing up/爛漫」から約3か月と短いスパンで配信され、配信シングルとしては2021年12月24日に配信された「もしも」から約1年2か月ぶりとなった。この作品の1か月後に発売される『DUAL』のアルバムリード曲として先行配信された。作詞作曲編曲楽曲プロデュースはメンバーのYuma sanadaが担当している。2月22日にはYouTubeでリリックビデオを公開し、その後ミュージックビデオも公開された。ミュージックビデオでは、「バンド」「ダンス」2つのパフォーマンスを表現されている。撮影は夜明け前の撮影となり、日付が変わる間際までの過酷な撮影となった。ミュージックビデオの撮影裏は『DUAL』の初回限定盤のDVDに収録されている。ミュージックビデオで撮影されたのは西伊豆にある廃墟となった植物園の「らんの里堂ヶ島」で撮影された。

## 収録内容
1. 「Who I Am」‐ 2分53秒　
作詞作曲:Yuma sanada
2. 「Who I Am ‐ Instrumental」- 2分53秒